# Kapel van Noblehaye

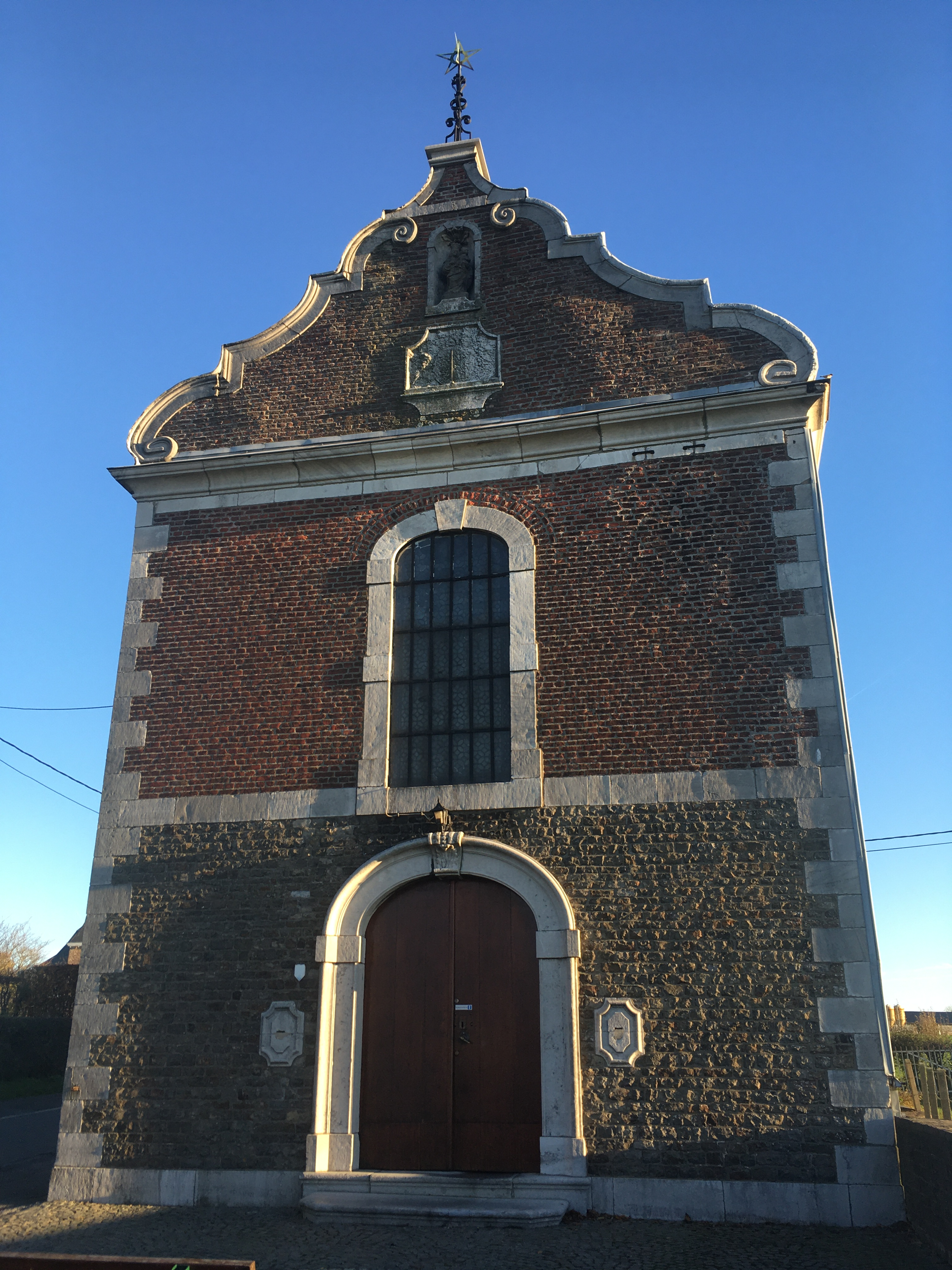
Voorgevel van de kapel

De kapel van Noblehaye (ook: Chapelle Notre-Dame des Vertus) is een bedevaartskapel in de tot de Belgische gemeente Herve behorende deelgemeente Bolland, en wel in de buurtschap Noblehaye, tegenover Rue de Noblehaye 103.

## Geschiedenis
Omstreeks 1600 werd te Noblehaye een Mariabeeld gevonden waaraan wonderdadige eigenschappen werden toegeschreven. Dit leidde tot de komst van tal van bedevaartgangers.
In 1707 werd daartoe een kapel opgericht, in blokken kolenkalk, baksteen en kalksteen. Het zeshoekige gebouw, bekroond met een koepeltje, en de aangebouwde sacristie, werd toen gebouwd. In 1745 werd de kapel vergroot met een rechthoekig schip.
Van 1971-1973 werd de kapel gerestaureerd.

## Interieur

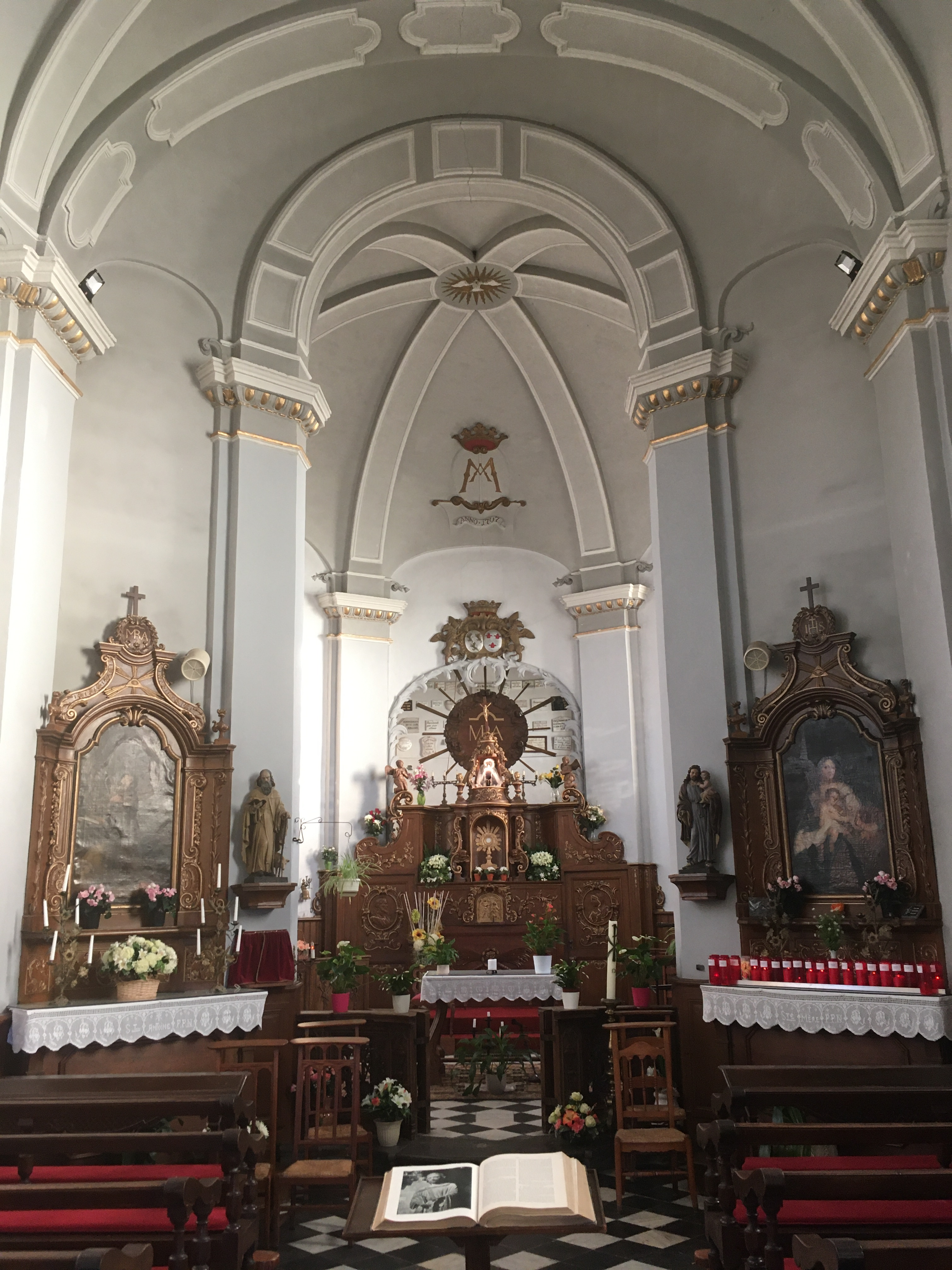
Interieur van de kapel

Het hoofdaltaar is van 1767 en is in Lodewijk XV-stijl. Het werd vervaardigd door Arnold d'Outrewe en Charles Antoine Galhausen. De marmeren altaartafel voor dit altaar is van 1878. Twee zij-altaren, eveneens in Lodewijk XV-stijl, zijn uit het derde kwart van de 18e eeuw. De eiken preekstoel is van omstreeks 1750, evenals de communiebank. Er zijn gepolychromeerd houten heiligenbeelden uit de 17e eeuw, een Mariabeeld in een nis van 1745, een schilderij van Sint-Antonius Abt, en één van Maria met Kind en Johannes de Doper, beide door Sébastien Wiart van 1782.

## Folklore
Meisjes en vrouwen die zich een man wensten, wisten dat dit verlangen vervuld zou worden als ze in het rooster van de kapel zouden bijten. Om daarvan nog zekerder te zijn beten ze ook nog eens in het rooster van een niskapelletje, gewijd aan Sint-Jozef, te Herve